# 1408 (film)
1408 è un film del 2007 diretto da Mikael Håfström, tratto dall'omonimo breve racconto di Stephen King incluso nella raccolta Tutto è fatidico. Nel cast sono presenti John Cusack, Samuel L. Jackson e Mary McCormack. Il film è uscito nelle sale italiane il 23 novembre 2007, e in quelle statunitensi il 22 giugno.

## Trama
Mike Enslin, un ex promettente scrittore di narrativa, dopo la tragica morte della figlia Katie è diventato uno scettico autore di saggi, specializzato nello smascherare le finzioni che si celano dietro i fenomeni delle "case stregate". Dopo aver terminato un libro, Mike riceve una cartolina anonima da parte del Dolphin Hotel, un lussuoso albergo di New York, contenente il messaggio «non entrare nella 1408». Accogliendo l'invito come una sfida, Enslin contatta subito l'hotel chiedendo una prenotazione nella camera 1408, ma la sua richiesta viene respinta. Grazie ad una legge di cui viene informato dal suo agente Sam Farrell, secondo la quale gli hotel non possono per nessun motivo negare ai clienti di utilizzare una qualsiasi stanza che risulti sfitta, Mike impone alla riluttante direzione del Dolphin di consentirgli l'accesso alla camera 1408.
Arrivato all'hotel, Enslin viene ricevuto dal direttore Gerald Olin, che cerca di dissuadere lo scrittore dall'iniziativa, avvertendolo che nessun ospite è mai riuscito a durare più di un'ora nella camera 1408 e che, anzi, ben cinquantasei precedenti clienti sono morti nella stanza nei modi più tragici ed impensabili poco dopo che vi erano entrati. Olin è disposto ad offrire a Enslin, in alternativa, un soggiorno gratuito nelle migliori suite dell'albergo, nonché l'accesso ai documenti riguardanti tutte le morti avvenute nella 1408, in modo che lo scrittore possa comunque documentarsi, e anche una bottiglia di rarissimo cognac. Enslin si fa consegnare i documenti e il liquore, ma insiste per avere accesso alla stanza, esasperando il direttore, il quale cede alla richiesta e gli consegna la chiave della stanza, non prima di averlo messo in guardia per l'ultima volta sui pericoli mortali a cui andrà incontro.
Una volta dentro la camera, Enslin attiva il suo registratore ed inizia a dettare, descrivendo nei dettagli l'appartamento. Inizialmente tutto sembra normale, finché la radiosveglia si accende improvvisamente a pieno volume ed inizia a mostrare sul display un conto alla rovescia di 60 minuti; in quel momento Mike ha la prima di una lunga serie di sconvolgenti allucinazioni, che aumenteranno di intensità man mano che il tempo passa (anche se inizialmente il protagonista sospetta che il direttore lo abbia drogato con il cognac) e che lo porteranno a vivere la notte più terrificante della sua vita.
Nel corso degli inarrestabili episodi allucinatori di cui è vittima, l'uomo subisce incidenti dolorosi, vede alcune delle persone morte nella stanza 1408 suicidarsi gettandosi dalla finestra ed assiste ad una serie di episodi inspiegabili. Ben presto il suo stato d'animo, già molto scosso, viene ulteriormente sconvolto dalle ricorrenti visioni della figlia, la cui morte per cancro, avvenuta alcuni anni prima, aveva anche causato la fine del suo matrimonio.
Mike tenta di fuggire dalla stanza ma non vi riesce, neanche tentando di passare all'esterno, lungo il cornicione, per entrare in qualche camera attigua, oppure di strisciare nei condotti dell'aerazione. Qualsiasi via d'uscita cerchi, l'uomo si ritrova sempre nella stanza maledetta, diventata una prigione infernale. I 60 minuti trascorrono e, non appena scaduto l'ultimo secondo, l'uomo si ritrova sdraiato nel salotto in perfetta salute, con la camera ritornata perfettamente in ordine, come era quando Mike vi era entrato un'ora prima. La sveglia si accende di nuovo e ricomincia il conto alla rovescia. In quel momento squilla il telefono e Mike, rispondendo, prende contatto con l'entità malvagia che risiede nella stanza.
Mike ha visioni di lui stesso che si suicida, e tutto ciò fa intendere che l'unico modo per uscire dalla stanza sia uccidersi: ormai folle e furioso per quello che la stanza ha fatto a lui e sua figlia, usando la bottiglia di cognac ricevuta da Olin, Mike appicca il fuoco alla stanza nell'estremo tentativo di liberarsi da quell'incubo. Questo fa attivare l'allarme anti-incendio, svegliando gli ospiti delle altre stanze e gettandoli nel panico. Mike si siede nel soggiorno, si accende una sigaretta ed osserva la camera che brucia intorno a lui. In quel momento si ode un urlo di autentico dolore proveniente da sopra la grata di ventilazione.
Mike viene infine salvato dai pompieri, che cerca di avvertire di non entrare nella stanza perché al suo interno si trova il male, ma essi non riescono a sentirlo perché troppo debole. In quel momento l'inchiostro della targa con il numero della stanza comincia a gocciolare, segno che l'entità della stanza è finalmente morta, uccisa dall'incendio.
Il direttore dell'albergo, seduto sulla sua poltrona, sorride compiaciuto con in mano un bicchiere, brindando a Mike per aver finalmente sconfitto la 1408.
Enslin si risveglia in ospedale, molti giorni dopo, trovando accanto a sé la moglie Lily e scoprendo che entrambi sono pronti a ricominciare il loro rapporto, lasciandosi poco alla volta alle spalle il traumatico pensiero della morte della figlia. Tempo dopo, mentre è ancora convalescente nel suo nuovo appartamento, Mike riascolta insieme alla moglie una parte del nastro che aveva registrato durante la sua drammatica permanenza nella stanza 1408, da cui emergono frammenti del dialogo avuto con il fantasma della figlia. La voce della bambina che dichiara l'amore per il padre è esattamente ciò che Mike da tempo cercava durante le sue visite alle case infestate, cioè la conferma che esiste un'esistenza anche dopo la morte. Il nastro dimostra all'uomo anche che l'esperienza vissuta nella stanza 1408 non è stata soltanto una serie di allucinazioni, come lui aveva creduto fino a quel momento, ma è stata completamente reale, in quanto nel nastro si sente esattamente quello che lui ricorda di aver sentito.

## Finali alternativi
Oltre al finale che compare nella versione uscita nei cinema, sono stati girati altri tre finali. Tuttavia, nessuno di questi tre finali coincide con il finale del racconto di King.

### Finale alternativo # 1
In questo finale alternativo Mike muore nell'incendio della stanza 1408 e viene mostrato il suo funerale, in cui la moglie viene raggiunta dal direttore dell'albergo Olin per consegnarle gli effetti personali di Mike recuperati dalle macerie. La moglie rifiuta la scatola senza nemmeno vederne il contenuto.
Salendo in macchina, il direttore apre la scatola, trova il registratore e lo aziona, sentendo quello che si sente anche nel finale ufficiale, cioè la voce della bambina. Guardando dallo specchio retrovisore vede Mike ustionato e si spaventa, per poi capire che si tratta di un'illusione ed allontanarsi in auto.
La scena finale è la finestra della stanza 1408 dopo l'incendio, in cui si vede Mike, all'interno dell'appartamento, che svanisce come un fantasma.

### Finale alternativo # 2
In questo finale alternativo Mike muore nell'incendio della stanza 1408 mentre Olin, seduto sulla sua poltrona, sorride compiaciuto con in mano un bicchiere e brinda a Mike per aver sconfitto la 1408 (come fa anche nella versione ufficiale).
Dopo una brevissima scena del funerale di Mike, viene mostrata Lily nel suo residence di Los Angeles, intenta a sistemare gli oggetti personali di Mike. L'agente di Mike si offre di aiutarla e lei rifiuta, quindi l'uomo torna nel suo ufficio di New York, dove scopre di aver ricevuto per posta il manoscritto derivato dalla registrazione che Mike aveva eseguito nella stanza 1408. Mentre inizia a leggerlo, le porte del suo ufficio cominciano a sbattere.

### Finale alternativo # 3
Questo finale è parzialmente uguale a quello mostrato nei cinema: Mike riesce ad annientare con il fuoco l'entità della stanza 1408, uscendone vivo, e Lily decidono di ricominciare il loro rapporto, lasciandosi poco alla volta alle spalle il traumatico pensiero della morte della figlia. Tempo dopo, mentre è ancora convalescente nel suo nuovo appartamento, Mike riascolta una parte del nastro che aveva registrato durante la sua drammatica permanenza nella stanza. Dal registratore emergono frammenti del dialogo avuto con il fantasma della figlia e la moglie si ferma nel momento in cui ode la voce della figlia mentre Mike la guarda fissa.

## Produzione
Inizialmente Stephen King aveva pubblicato il racconto in forma grezza nel saggio On Writing: Autobiografia di un mestiere, che in seguito è stato incluso in un audio-libro e ripubblicato nella raccolta Tutto è fatidico. Il titolo del film, nonché il numero della camera d'albergo infestata, 1408, è composto da quattro cifre che sommate tra loro danno come risultato 13 (1+4+0+8=13), numero oggetto di molte superstizioni popolari. Nel saggio On Writing: Autobiografia di un mestiere, è lo stesso King a spiegare:
(Stephen King)

### Cast
Per il ruolo dell'ex moglie del protagonista era stata ingaggiata Kate Walsh, ma l'attrice dovette rinunciare alla parte per via degli impegni già presi con la serie televisiva Grey's Anatomy; in seguito è stata sostituita da Mary McCormack.

## Accoglienza

### Critica
Negli Stati Uniti il film è stato un successo sia di critica che al botteghino, diventando uno dei film più lucrosi e apprezzati del 2007.

## Riconoscimenti
- 2008 - Empire Award
  - Nomination Miglior horror
- 2008 - Saturn Award
  - Nomination Miglior film horror
  - Nomination Miglior attore protagonista a John Cusack
- 2007 - Teen Choice Awards
  - Nomination Miglior film horror/thriller
- 2008 - ASCAP Award
  - Top Box Office Films a Gabriel Yared
- 2008 - Fajr International Film Festival
  - Premio del pubblico per il miglior film a Mikael Håfström